# Rudolfiella picta
Rudolfiella picta är en orkidéart som först beskrevs av Rudolf Schlechter, och fick sitt nu gällande namn av Frederico Carlos Hoehne. Rudolfiella picta ingår i släktet Rudolfiella och familjen orkidéer. Inga underarter finns listade i Catalogue of Life.

## Bildgalleri

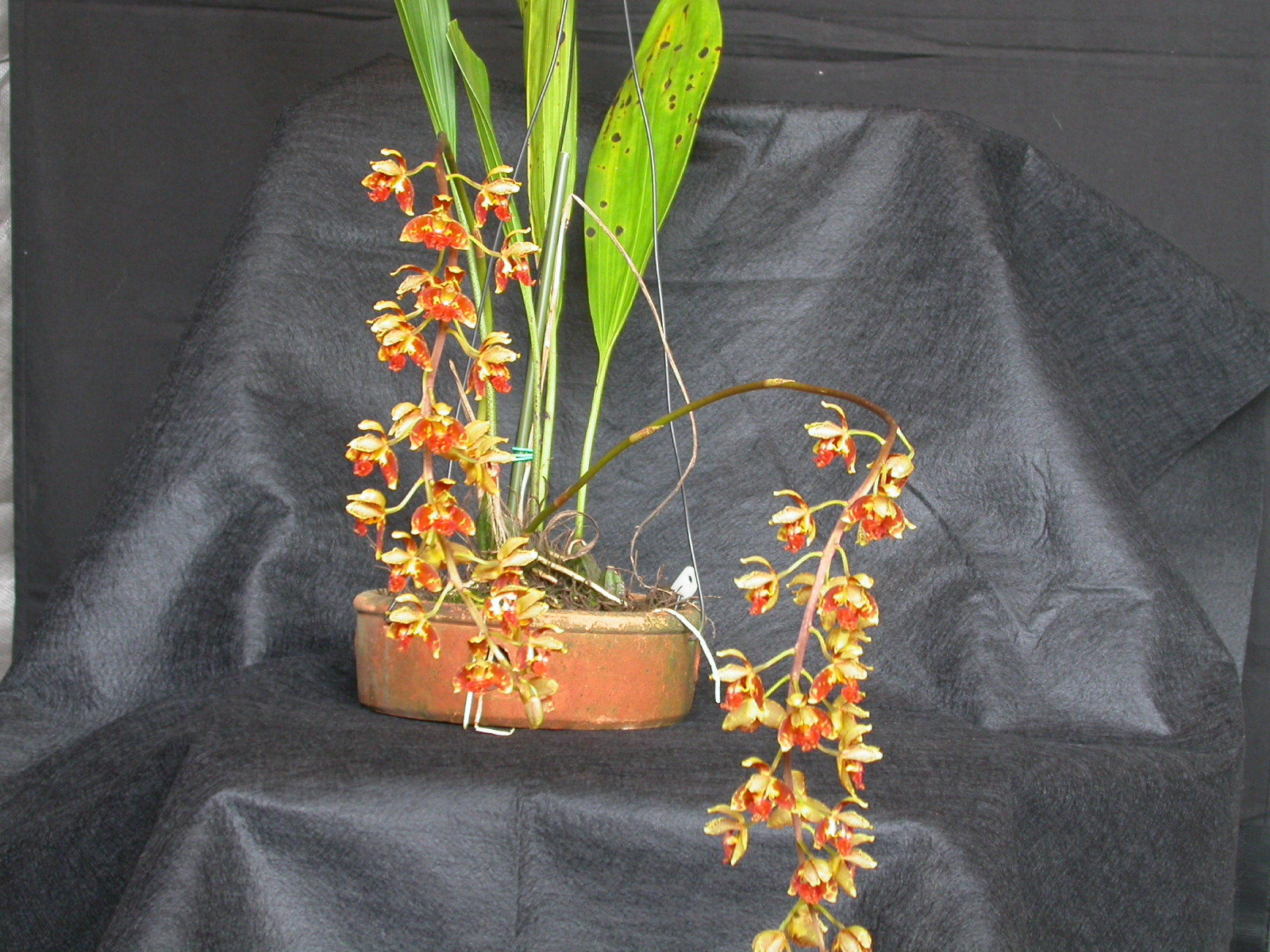
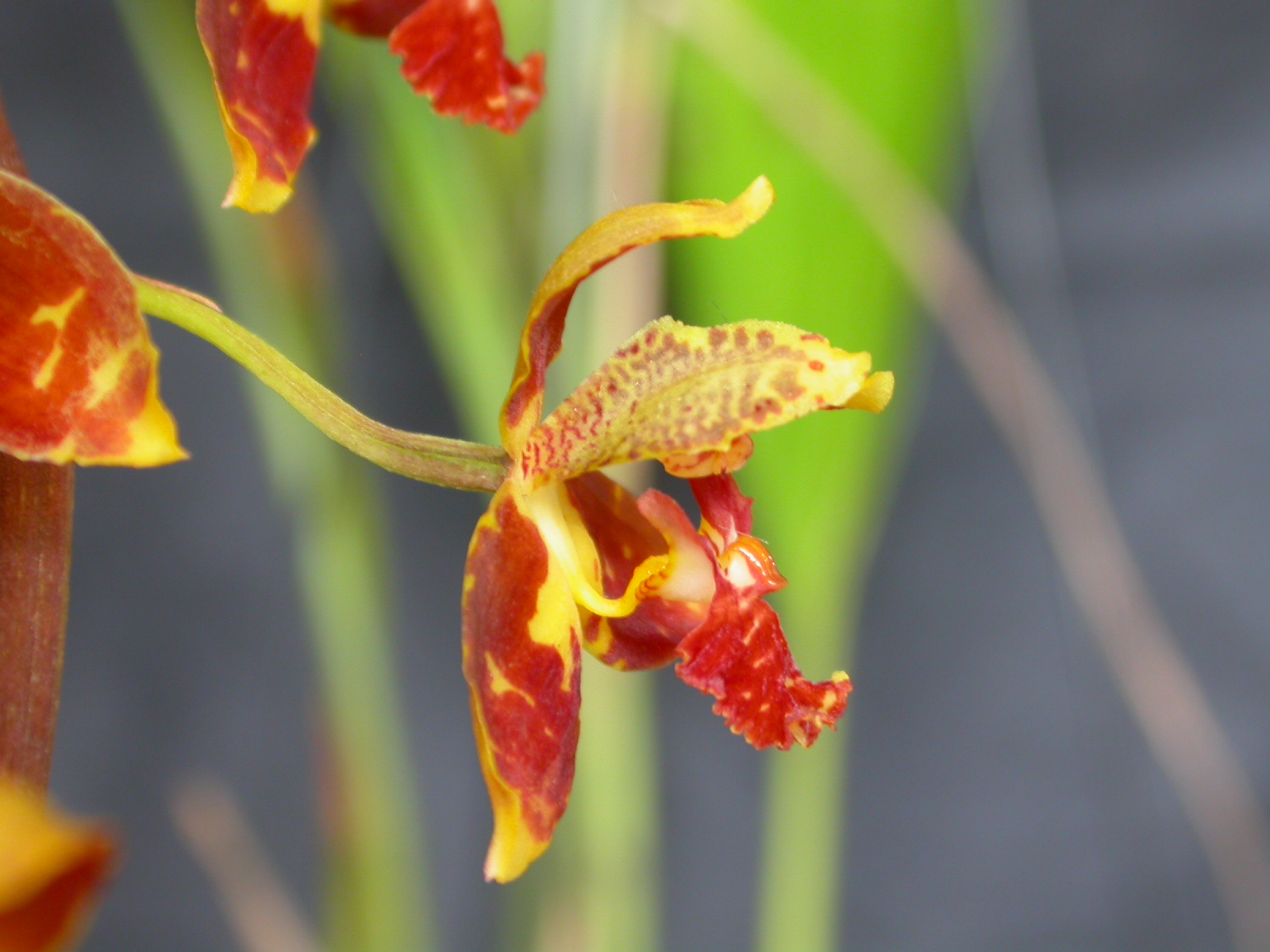